# Kuifje in Afrika

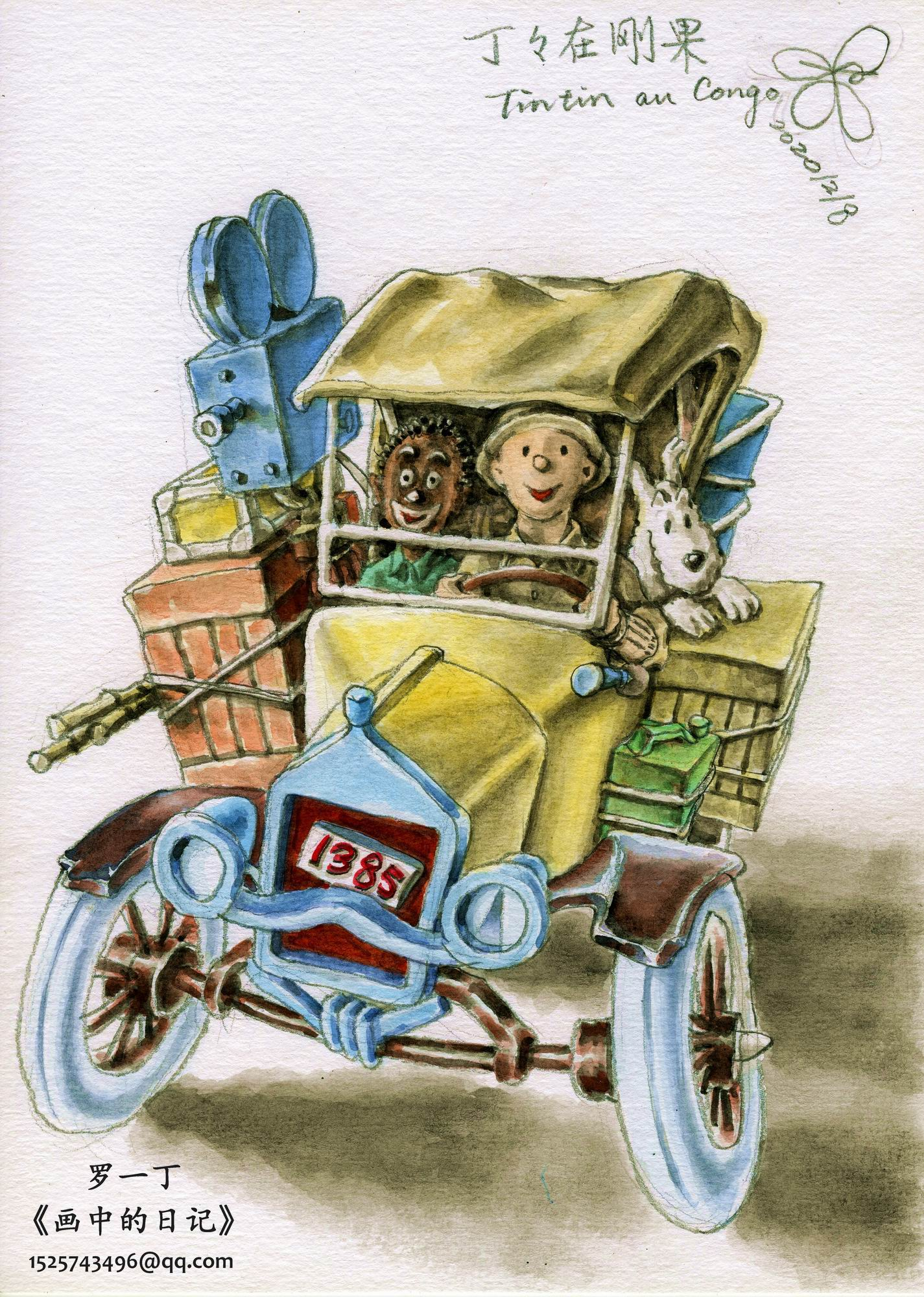
Schilderij gebaseerd op Kuifje in Afrika

Kuifje in Afrika (originele - Franstalige - titel: Tintin au Congo) is het tweede verhaal uit de reeks Kuifje-strips van de Belgische tekenaar Hergé (1907-1983) en speelt zich af in de vroegere kolonie Belgisch-Congo. Oorspronkelijk heette het Nederlandstalige album Kuifje in Congo, maar in 1954 werd die gewijzigd naar Kuifje in Afrika. Het verhaal werd voor het eerst in 1930-1931 in serie gepubliceerd in de jeugdbijlage Le Petit Vingtième van de Franstalige en Waalse krant Le Vingtième Siècle. De eerste Nederlandstalige uitgave volgde in 1940-1941 in de Belgische krant Het Laatste Nieuws. Er zijn drie albumversies. Het originele in zwart-wit uit 1931, de vernieuwde, ingekleurde uit 1946 en de versie uit 1975, waarin een pagina werd hertekend om het verhaal diervriendelijker te maken. Het eerste Nederlandstalige album verscheen in 1947. In 1974 verscheen een nieuwe Nederlandse vertaling. De originele zwart-witversie verscheen pas in 1988 in albumvorm met Nederlandse vertaling.

## Bekende personages die geïntroduceerd worden
- Jansen en Janssen (in de kleurenversie, op het allereerste plaatje)

## Verhaal

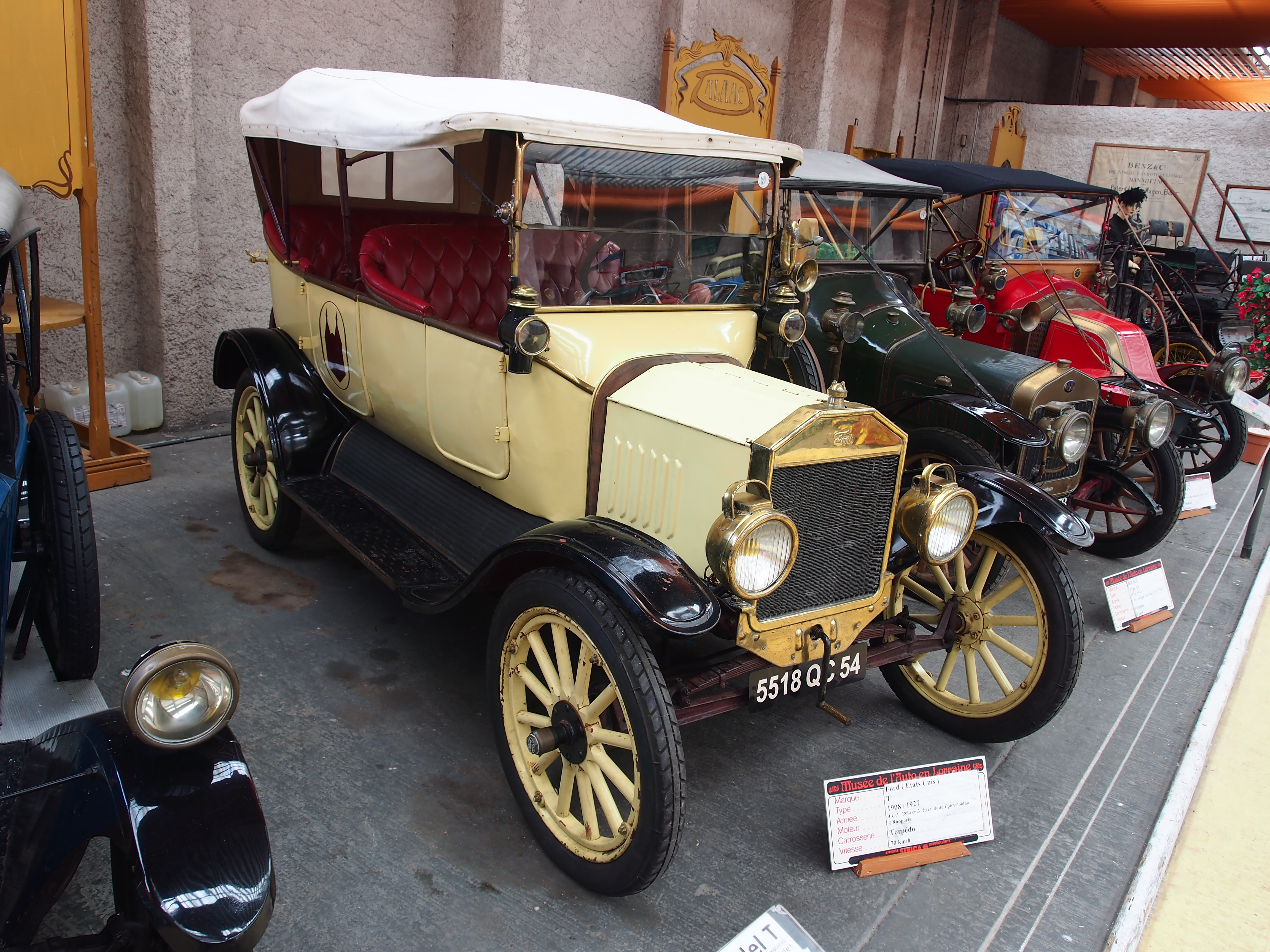
Een 4 cilinder-Ford Model T, het type auto waarmee Kuifje in het verhaal door Congo rijdt.

Kuifje en Bobbie schepen in Antwerpen in op weg naar koloniaal Belgisch-Congo. Na enkele voorvallen op het schip waarbij Bobbie stuit op een kwaadgezinde verstekeling, komen ze aan in Afrika. Kuifje huurt er een Ford Model T en neemt een gids genaamd Coco in dienst. Samen trekken ze diep Congo in om op jacht te gaan.
Tijdens hun safari wordt Kuifjes auto gestolen door dezelfde verstekeling die Bobbie was tegengekomen. Hij slaagt erin de auto terug te krijgen, maar de boef ontsnapt. Wat later komen Kuifje, Bobbie en Coco aan in het dorpje van de Babaoro'm. Hij bemiddelt in allerlei ruzietjes tussen de stamleden en zorgt voor vrede tussen de Babaoro'm en een andere stam.
De verstekeling, die het dorp ook heeft gevonden, doet verschillende pogingen Kuifje om het leven te brengen. Hij werkt onder meer samen met de plaatselijke tovenaar, die Kuifje als een gevaarlijke concurrent ziet. Bij een van de moordpogingen wordt Kuifje gered door een missionaris. Uiteindelijk slaagt Kuifje erin de bandiet uit te schakelen. Hij ontdekt vervolgens via diens handlanger dat de man in naam van Al Capone werkte. Deze Amerikaanse gangster is erop uit munt te slaan uit de Congolese diamantsmokkel en vreesde dat Kuifje hem zou dwarsbomen. Kuifje ontmantelt deze operatie en de bende in Congo wordt opgerold.
Kuifje en Bobbie weten maar net te ontsnappen aan een op hol geslagen kudde buffels. Ze worden opgepikt door een vliegtuig en teruggebracht naar Europa, van waaruit Kuifje zal doorreizen naar Amerika. Kuifje wordt hierna door de inwoners van het Congolese dorpje waar hij met Bobbie verbleef als een ware held vereerd.

## Achtergronden bij het verhaal
Het verhaal geeft een karikatuur van het plaatselijke leven in Congo, destijds een Belgische kolonie, van de jaren dertig. Het bevat veel scènes en grappen die racistisch of neokoloniaal overkomen. De plaatselijke bevolking wordt voorgesteld als achterlijk en het is Kuifje die enige orde onder hen moet zien aan te brengen. Hergé gaf decennia later toe dat hij dit verhaal in opdracht van de katholieke uitgevers van Le Petit Vingtième tekende en qua research zich enkel gebaseerd had op wat zijn omgeving over de Congolezen vertelde. Het album is dus zeker gedateerd en geeft geen waarheidsgetrouw beeld van hoe het leven in de kolonie destijds was, maar eerder een overdrijving van hoe de Europeanen er destijds over dachten.
Ook de promotiestunt georganiseerd door Norbert Wallez stond bol van koloniale clichés. Op 9 juli 1931 kwam Kuifje in tropenhelm (gespeeld door de 14-jarige Henri Dendoncker) per trein aan in het Noordstation. Behalve een van een café geleende foxterriër en een paar opgezette wilde dieren had hij tien Congolezen in zijn kielzog. Het talrijk aanwezige publiek zag hoe Hergé en Kuifje in een open wagen naar het redactielokaal van de Vingtième Siècle reden, in het gezelschap van de Congolezen.
In de eerste vierkleurenuitgave van 1946 verwijderde Hergé de al te expliciete verwijzingen naar Belgisch-Congo. De wiskundeles die Kuifje aan de kindertjes geeft was oorspronkelijk een aardrijkskundeles over België. Kuifjes tekst was daar Je vais vous parler aujourd'hui de votre patrie: la Belgique (vandaag ga ik het met jullie hebben over jullie vaderland: België). Toch bleef het album een neokolonialistische reputatie houden.
In de beginstroken van het verhaal duiken Quick en Flupke op. In de vierkleurendruk kregen zij gezelschap van de stuntelende detectives Jansen en Janssen. Ze vervangen twee kruiers uit de originele uitgave en geven commentaar op het vertrek van de jonge reporter Kuifje. Daarnaast gaf Hergé in hetzelfde plaatje zichzelf en zijn bevriende collega's Edgar P. Jacobs en Jacques Van Melkebeke een cameo als journalisten.
Kuifje schiet in dit verhaal als jager een groot aantal dieren dood. De meeste scènes zijn behouden gebleven, maar een ervan, waarbij Kuifje met dynamiet een neushoorn laat ontploffen, werd op aanvraag van de Zweedse uitgever Carlsen voor de Scandinavische versies vervangen door een diervriendelijkere versie, waarbij het dier met zijn neus verstrikt raakt in Kuifjes geweerlus en per ongeluk een schot lost dat het dier op de vlucht jaagt. Later werd deze scène ook gebruikt in de andere vertalingen - in het Frans bleef de oorspronkelijke versie overeind. Ook de Nederlandse versie werd niet meteen aangepast.
Diverse voorvallen komen overeen met de in omstreeks 1921 gepubliceerde strip Les Grandes Chasses de Carolus Bouzillard ("De grote jachtpartijen van Carolus Bouzillard"), dat zich afspeelt in Frans-Congo en getekend werd door E. Nicolson, vermoedelijk een pseudoniem van Louis Forton. Zo komt net als bij Kuifje in Afrika in deze strip een scène voor waarin een python een dier inslikt dat vervolgens levend uit zijn lichaam gesneden wordt. Ook komen in die strip scènes voor waarin Kuifje door een woeste olifant achterna gezeten wordt en in een boom klimt, zich in een apenpak hult en zich pas in het kamp herkenbaar maakt en waarin met dynamiet een neushoorn wordt gedood. In een andere scène laat Bouzillard zich zittend fotograferen op een doodgeschoten buffel. In de film Roughest Africa uit 1923, met komiek Stan Laurel, wordt ook al met dynamiet een dier gedood, deze keer een olifant.
Het vliegtuig waarmee Kuifje en Bobbie gered worden van een woeste kudde buffels is een Udet U12 Flamingo uit 1925.
Sinds de herdrukken uit 1937 en de latere kleurendrukken staat op de voorplaat van het album de Ford Model T waarmee Kuifje in het verhaal rondrijdt. Daarop staat het getal 1385. Daar bestaan enkele hypothesen over, maar waarschijnlijk is dat een prijskaartje dat hij overnam uit een Nederlandse advertentie. In Nederland werd het model in de jaren 1920 verkocht voor 1385 gulden.

## Publicaties
Het stripverhaal werd voor het eerst in zwart-wit gepubliceerd in de jeugdbijlage Le Petit Vingtième van de Waalse krant Le Vingtième Siècle. Het verscheen wekelijks, verdeeld over twee bladzijden met elk drie stroken, van 5 juni 1930 tot en met 18 juni 1931. De titel was Les aventures de Tintin, reporter, au Congo. In Portugal werd het verhaal afgedrukt in het jongensblad O Papagaio (De papegaai). De avonturen speelden zich er af in een Portugese kolonie en kregen als titel Tintin in Angola.
De eerste Nederlandse uitgave was in 1940-1941 in de krant Het Laatste Nieuws. Voor die krant werden de tekeningen enigszins aangepast aan de toenmalige stijl van Hergé, die als basis dienden voor de vierkleurenversie.
Het originele Franstalige album verscheen op 9 juli 1931 in zwart-wit bij Les Editions du Petit Vingtième. Enkele maanden later kwam het album uit bij uitgeverij Casterman. In 1937 werd het heruitgegeven met een nieuwe coverplaat. Een hertekende vierkleurendruk kwam uit in 1946. De eerste Nederlandse vertaling dateert uit 1947. Oorspronkelijk heette het Nederlandstalige album Kuifje in Congo, maar in 1954 werd die gewijzigd in Kuifje in Afrika. In 1974 verscheen een nieuwe Nederlandse vertaling. De originele zwart-witversie met Nederlandse vertaling verscheen pas in 1988. In een herziene versie uit 1975 werd een pagina hertekend om het verhaal diervriendelijker te maken (zie hoger), die later in andere talen werd overgenomen.
Van de oorspronkelijke uitgave uit 1931 verscheen in 2019 een ingekleurde versie, die enkel digitaal verkrijgbaar is.

## Kritiek op vermeende racistische elementen
In 2007 besloten Britse uitgevers de strip naar de volwassenafdeling te verplaatsen omdat het album "elementen die voor sommige lezers schokkend kunnen zijn" bevat. Een en ander gebeurde naar aanleiding van een uitspraak van de Britse commissie voor rassengelijkheid. In augustus 2007 diende Bienvenu Mbutu Mondondo, een Congolese student in België, een aanklacht in bij het parket van Brussel over de strip. Hij vindt het album een belediging voor alle Congolezen en noemde het stripverhaal racistisch. Hij eiste een symbolische schadevergoeding van 1 euro, alsmede dat het album uit de handel zou worden genomen. In 2009 diende Mondondo ook een klacht in tegen het album in Frankrijk. Ook diende hij een nieuwe klacht in bij de rechtbank van koophandel. In eerste aanleg werden zijn eisen in 2012 afgewezen, waarop Mondondo in beroep ging. Een nieuwe rechtszaak werd in oktober 2012 opgestart. Later dat jaar werd de uitspraak uit eerste aanleg bevestigd.
Ook tijdens zijn leven werd Hergé aangewreven dat dit album racistisch zou zijn. Hergé heeft die kritiek altijd gepareerd met het feit dat hij enkel tekende in de geest van de tijd (jaren 30) bij de Brusselse burgerij. Later zou hij dit album, evenals Kuifje in het land van de Sovjets, als jeugdzonde klasseren.
In 2016 gaf de website Actua BD een boek uit over de rechtszaak van Mondondo. Het verscheen als eerste deel in de collectie Chronique de la BD en bundelt de artikelen van verscheidene stripjournalisten van die website samen met een selectie van de reacties.

## Stammennamen
Hergé-biograaf Philippe Goddin acht het waarschijnlijk dat de namen van de stammen Babaoro'm en m'Hatouvou (in het Nederlands intussen Rhumbaba's) gebaseerd zijn op respectievelijk de stammen Babari en Mamvu, verwijzend naar het gerecht baba au rhum en "m'as-tu-vu" (schertsend Frans voor pronkerig persoon). Het Romeinse fort Babaorum bij het dorp van Asterix is ook naar baba au rhum genoemd.